# لخضر بویاحی
لخضر بویاحی (به انگلیسی: Lakhdar Bouyahi؛ زادهٔ ۲۱ ژانویهٔ ۱۹۴۶ – درگذشتهٔ ۲۴ ژانویهٔ ۲۰۲۵) یک بازیکن فوتبال اهل الجزایر بود.
وی در تیم ملی فوتبال الجزایر بازی کرده‌بود.
بویاحی در ۲۴ ژانویهٔ ۲۰۲۵، در سن ۷۹ سالگی درگذشت.